# Nociceptor
Nocicéptor je bolečinski receptor, ki reagira na prisotno ali potencialno poškodbo tkiva. 

## Razdelitev
Nociceptorji so prosti končiči bolečinskih vlaken. Glede na mieliziranost in premer vlaken ter njihovo vzdražnost razdelimo nociceptorje v 3 skupine:
1. mehanonociceptorji A, ki se vzdražijo ob močnem mehanskem dražljaju;
2. polimodalni nociceptorji A, ki se odzivajo na mehanske, toplotne in močne kemične dražljaje;
3. polimodalni nociceptorji C, ki reagirajo nespecifično na mehanske, toplotne in kemične dražljaje.

Prvi dve skupini nociceptorji so prosti končiči mieliziranih, tankih vlaken Aδ, nociceptorji C pa nemieliziranih, debelejših vlaken C. Impulz potuje po vlaknu Aδ desetkrat hitreje kot po vlaknu C.

## Lokacija
Nociceptorji se nahajajo v povrhnjih predelih telesa, na primer v koži, sluznicah, roženici ter v notranjih organih (mišicah, črevesju, sečniku ...). Telesa bolečinskih nevronov se nahajajo bodisi v ganglijih ob zadajšnjih rogovih hrbtenjače bodisi v trigeminalnem gangliju.

## Aktivacija
Nociceptorji so prosti živčni končiči in se vzdražijo zaradi mehanskega, kemičnega ali toplotnega dražljaja. Hkrati se iz poškodovanega tkiva sproščajo snovi (histamin, bradikinin, serotinin, prostaglandini, kalij in substanca P), ki aktivirajo ali senzitirajo nociceptorje. Nociceptorji imajo visok prag vzdražnosti, se slabo adaptirajo in se lahko senzitizirajo.